# دايفيد ميلر (عالم)
دايفيد ميلر (بالإنجليزية: David S. Miller)‏ (و. 1974  م) هو مبرمج، وعالم حاسوب أمريكي، ولد في نيو برونزويك.